# Свами Вишнудевананда
Сва́ми Вишнудевана́нда (31 декабря 1927, Керала, Индия — 9 ноября 1993, Мангалор, Индия) — индийский гуру, йогин, ученик Свами Шивананды, основатель Международной Организации центров Шивананда Йоги и Веданты.

## Детство и юность
Свами Вишнудевананда родился на юге Индии, в штате Керала в 1927 году. С раннего детства Вишнудевананда отличался своим упорством и упрямым характером. Его мать, которая также приняла санньясу от Свами Шивананды и известна как Свами Шивасарананда, рассказывала, что, если её сын хотел чего-то достичь, ничто не могло его остановить. В пятилетнем возрасте Вишнудевананда сообщил матери, что должен пойти в школу и начать учиться. Ребёнка не останавливал тот факт, что ближайшее образовательное учреждение находилось в пяти милях от его дома. Каждое утро и каждый вечер Вишнудевананда проходил это расстояние через джунгли. После окончания школы и не имея финансовой возможности оплатить своё обучение в университете, Вишнудевананда был вынужден пойти на службу в инженерные войска индийской армии в Бангалоре.

## Обучение у Свами Шивананды
Впервые Свами Вишнудевананда посетил Шивананда ашрам в Ришикеше в 1947 году. На тот момент ему было 20 лет. Он принял санньясу (стал монахом) и был назначен первым учителем хатха-йоги в Лесной Академии Шивананда Йога Веданта. Там он обучал тысячи студентов — и индийских, и западных. В то же время он продолжал собственную практику, овладевая трудными, продвинутыми техниками хатха-йоги. Вскоре Свами Вишнудевананда начал практиковать глубокую садхану. С разрешения своего учителя Вишнудевананда поселился в небольшом доме в горах Уттаркаши. Четыре раза в день он проводил четырёхчасовые сессии асан и пранаям. Единственным его питанием был рис и чечевица. Через три месяца жизни в аскетизме Вишнудевананда вернулся в ашрам. Однако уже в 1957 году Свами Шивананда послал ученика на Запад со словами: «Люди ждут!», чтобы распространить древние учения йоги.

## Путешествие на запад
Постепенно, шаг за шагом, миля за милей Свами Вишнудевананда продвигался всё дальше на восток. Шри-Ланка, Сингапур, Малайзия, Гонконг. В последнем Вишнудевананда встретил американцев, которые помогли оформить ему визу в США. Известно, что в Индонезии Вишнудевананда преподавал йогу огромному полицейскому департаменту. После Индонезии была Австралия. И, наконец, следующая точка — Сан-Франциско, затем — Нью-Йорк. В Нью-Йорке Свами Вишнудевананда начал работу над «Полной иллюстрированной книгой йоги», которая впоследствии стала бестселлером. Он создал несколько центров йоги в Штатах, затем переехал в Канаду, где в Монреале основал штаб-квартиру Международной Организации центров Шивананда Йоги и Веданты.

## Интересные факты
- На Багамских островах Свами Вишнудевананда преподавал йогу участникам группы "The Beatles" и особенно сблизился с барабанщиком группы Ринго Старром.
- Свами Вишнудевананда с призывом о ненасилии перелетел через Суэцкий канал во время Синайской войны. Израильские военные самолёты пытались принудить Свами Вишнудевананду приземлиться, но он решительно продолжил свою миссию. Его послание: «Человек, свободный как птица, преодолевает границы с цветами и любовью, а не с оружием и бомбами».
- В 1983 году он проскользнул над Берлинской стеной с Запада на Восток на сверхлёгком самолёте, «вооружённом» двумя букетами бархатцев. Он приземлился на ферме в Вайсензее в восточном Берлине. После четырёхчасового допроса властями ГДР, ему дали бутерброд с сыром, посадили в метро и отправили обратно в западный Берлин.